# Канцио, Микеле
Микеле Канцио (1788–1868) был итальянским архитектором и художником, наиболее известным как сценограф в театре Карло Феличе в Генуе. Он также спроектировал замечательный сад на вилле Дураццо-Паллавичини.
Канцио родился в Генуе, где в 17 лет он спроектировал триумфальную арку Наполеона. Его деятельность в области сценографии началась в 1818 году в театре Сант-Агостино при постановке пьесы «Матримонио Сегрето» Доменико Чимарозы, а в 1819 году — в пьесе Россини «Аурелиано в Пальмире».
Когда строился театр Карло Феличе, Канцио участвовал в разработке его проекта, а также в оформлении первого балета «Gli adoratori del fuoco». В 1832—1836, а затем в 1850—1854 гг. Он служил импресарио театра, а до 1850 г. — главным его сценографом. Канцио также курировал украшение Генуи для брака Витторио Эмануэле с Марией Аделаидой из Австрии (1842) а также палаццо (Palazzo Reale in via Balbi, 1842), церкви (Сан Донато, 1846) и садов. Он обучал искусству орнамента в Accademia Ligustica в 1827—1867 гг.
Главной его работой в области садового дизайна является проект виллы Дураццо-Паллавичини (1840—1846).